# الدوري الكرواتي الممتاز 1998–99
الدوري الكرواتي الممتاز 1998–99 (بالكرواتية: 1. HNL 1998./99.)‏ هو الموسم 8 من  الدوري الكرواتي الممتاز. أقيم خلال الفترة 9 أغسطس 1998 وحتى 26 مايو 1999، وأشرف على تنظيمه اتحاد كرواتيا لكرة القدم، وكان عدد الأندية المشاركة فيه  12، وفاز فيه نادي دينامو زغرب.